# 1325
- Wikisource

| Calendário gregoriano                                                        | 1325 MCCCXXV                                         |
| Ab urbe condita                                                              | 2078                                                 |
| Calendário arménio                                                           | 774 – 775                                            |
| Calendário bahá'í                                                            | -519 – -518                                          |
| Calendário budista                                                           | 1869                                                 |
| Calendário chinês                                                            | 4021 – 4022 Início a 15 de janeiro (aproximadamente) |
| Calendário copta                                                             | 1041 – 1042                                          |
| Calendário etíope                                                            | 1317 – 1318                                          |
| Calendários hindus - Vikram Samvat - Calendário nacional indiano - Cáli Iuga | 1380 – 1381 1246 – 1247 4425 – 4426                  |
| Calendário Holoceno                                                          | 11325                                                |
| Calendário islâmico                                                          | 725 – 726                                            |
| Calendário judaico                                                           | 5085 – 5086                                          |
| Calendário persa                                                             | 703 – 704                                            |
| Calendário rúnico                                                            | 1575                                                 |
| Calendário solar tailandês                                                   | 1868                                                 |

1325 (MCCCXXV, na numeração romana) foi um ano comum do século XIV do Calendário Juliano, da Era de Cristo, e a sua letra dominical foi F (52 semanas), teve início a uma terça-feira e terminou também a uma terça-feira.

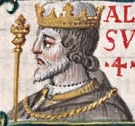
Rei Afonso IV de Portugal. Iluminura no “Liber Genealogiae Regum Hispaniae”.

| Ano completo                       |
| ---------------------------------- |
| Ano comum com início à terça-feira |

## Eventos
- 6 de julho — Maomé IV torna-se o sexto Reino Nacérida de Granada, na sequência do assassinato do seu pai Ismail I. Reinará até 1333.
- Afonso IV sucede a D. Dinis no trono de Portugal.
- Eduardo III de Inglaterra sucede a Eduardo II de Inglaterra no governo do Ducado da Aquitânia.
- É editado o portulano de Angelino Dalorto ("Angellinus de Dalort", possivelmente Angelino Dulcert[1]) que assinala uma ilha, a oeste da Irlanda, denominada como "Bracile".

## Nascimentos
- 01 de maio — João Martins de Soalhães bispo de Lisboa e arcebispo de Braga.
- 12 de maio — Ruperto II, Eleitor Palatino do Reno, de 1390 a 1398 (m. 1398).

## Mortes
- 7 de janeiro — rei Dinis de Portugal (n. 1261).
- 6 de julho — Ismail I ibne Faraje, quinto rei Reino Nacérida de Granada desde 1314, assassinado  (n. 1279).

## Por tema
- 1325 na literatura